# 塔尼娅·卡里
塔尼娅·卡里（芬蘭語：Tanja Kari，1971年8月30日—），芬兰女子越野滑雪、田径运动员。她曾代表芬兰参加1988年、1992年、1994年、1998年和2002年残疾人奥林匹克运动会，获得十二枚金牌、二枚银牌和一枚铜牌。